# Duatartessus gilvus
Duatartessus gilvus är en insektsart som beskrevs av Evans 1981. Duatartessus gilvus ingår i släktet Duatartessus och familjen dvärgstritar. Inga underarter finns listade i Catalogue of Life.